# هربرت لورد
هربرت لورد (بالإنجليزية: Herbert Lord)‏ هو ضابط أمريكي، ولد في 6 ديسمبر 1859 في روكلاند في الولايات المتحدة، وتوفي في 2 يونيو 1930 في واشنطن العاصمة في الولايات المتحدة.